# Flávio Sizibuto de Coimbra
Flávio Sizibuto de Coimbra ou Flávio Sisebuto de Coimbra (682 - 734) foi um nobre que viveu na Península Ibérica medieval, com origem nos povos Godos, tendo sido príncipe godo e conde dos cristãos de Coimbra.
O Nobiliário da autoria de Lourenço Mendes deixa a seguinte informação sobre Flávio Sizibuto: “Vendo a perda da Espanha e seu irmão morto, se recolhe as partes de Coimbra pelos anos de 708, onde tinha fazendas por toda a província de Beira por seu pai e avô, sobrinho do Rei Bamba (Vamba) por comissão do Rei Mouro. Em 714 ficou com o título de Conde de Coimbra e Governador dos Cristão daquele território por concentimeto dos mouros que o dominarão.”

## Relações familiares
Foi irmão de Vitiza (c. 670 - 711) que foi o penúltimo rei dos Visigodos, tendo reinado entre os anos de 702 e de 710 e de Elloali Pires da Galiza, filha de Pedro da Cantábria, de quem teve:
1. Flávio Ataulfo de Coimbra [1](Galiza c. 725 -?) casou com Casou com Ildoara Atauldo.[2]